# Eliurus myoxinus
Eliurus myoxinus is een zoogdier uit de familie van de Nesomyidae. De wetenschappelijke naam van de soort werd voor het eerst geldig gepubliceerd door Milne-Edwards in 1855.

## Voorkomen
De soort komt voor in het westen van Madagaskar.